# Alcoa
A Alcoa é uma das três maiores empresa de alumínio do mundo junto com a Alcan e a Rusal com sede nos Estados Unidos. A empresa surgiu em 1886 na cidade de Pittsburgh, Pennsylvania. A empresa conta com 129.000 empregados e sua receita alcançou a cifra de US$ 30,4 bilhões de dólares em 2006.

## Alcoa no Brasil
A Alcoa atua no Brasil desde 1965, atua em toda a cadeia produtiva do metal, desde a mineração da bauxita até a produção de transformados e de alto valor agregado.
No Brasil, a Alcoa está presente no Município de Juruti (PA)
• Mina de Juruti
Fundada em 2006, com operações iniciadas em 2009, a mina de Juruti possui uma reserva potencial de bauxita de 700 milhões de toneladas métricas. Sua taxa operacional atual é de 7,5 milhões de toneladas por ano (6,5 milhões de toneladas métricas secas) de bauxita de alta qualidade. 
• A mina de Juruti está localizada no oeste do estado do Pará, na Floresta Amazônica.
Alem de Juruti a Alcoa possui outras duas unidades produtivas, em Poços de Caldas (MG) e São Luís (MA)
Foi eleita pelo Great Place to Work Institute (GPTW) como uma das cem melhores empresas para se trabalhar no Brasil.